# Campeonato Paulista de Futebol de 1941
O Campeonato Paulista de Futebol de 1941 foi a 1.ª edição do campeonato organizado pela Federação Paulista de Futebol. 
Teve como campeão a equipe do Corinthians e o São Paulo como vice-campeão.
O artilheiro foi da equipe do Corinthians, Teleco, com 26 gols.

## História

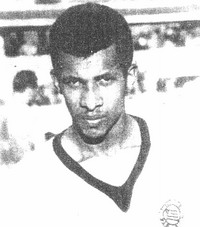
Teleco, artilheiro da competição

O Corinthians chegou em 1941 ao 12º título paulista da sua história, neste que foi o  primeiro campeonato organizado pela Federação Paulista de Futebol. Também foi o primeiro título do Corinthians no Estádio Paulo Machado de Carvalho (Pacaembu). Com a 12ª conquista o Corinthians tomou o lugar do Club Athletico Paulistano como o maior Campeão do Campeonato Paulista. Até 1941, o maior campeão do futebol do Estado era o Paulistano, com 11 títulos.
No Campeonato Paulista de 1941, em 20 jogos, o Corinthians venceu 16 jogos e perdeu apenas uma partida, para o seu maior rival o Palestra Italia, na última rodada, por 2 a 0, no Pacaembu.
Líder desde o início do torneio, nesse jogo a chance de se tornar campeão invicto não se concretizou. Porém, o mais importante foi recuperar a supremacia no estado, 4 títulos em 5 anos. Em 1941, a maior goleada do campeonato também foi corintiana: 7 a 0 sobre o Santos.
O título do Corinthians veio na antepenúltima rodada, no jogo contra o Santos na Vila Belmiro.
O artilheiro Teleco tornou-se o maior marcador do Campeonato Paulista pela 5ª vez (12 gols à frente do segundo colocado). Também se tornou o jogador com a melhor média de gols na história do clube. Em 234 partidas, o craque fez 243 gols, ficando com a média de 1,03 por jogo. A campanha do Corinthians teve, em 20 jogos, com 16 vitórias, 3 empates, 1 derrotas, 61 gols pró, 17 gols contra.

## Participantes
- Comercial (São Paulo)
- Corinthians (São Paulo)
- Hespanha (Santos)
- Juventus (São Paulo)
- Palestra Itália (São Paulo)
- Portuguesa (São Paulo)
- Portuguesa Santista (Santos)
- São Paulo (São Paulo)
- São Paulo Railway (São Paulo)
- Santos (Santos)
- Ypiranga (São Paulo)

## A Campanha do Campeão
- 09/03/1941 Corinthians 4 x 0 Espanha
- 30/03/1941 Corinthians 3 x 2 SP Railway
- 06/04/1941 Corinthians 2 x 1 São Paulo
- 04/05/1941 Corinthians 2 x 0 Port. Santista
- 10/05/1941 Corinthians 3 x 1 Portuguesa
- 25/05/1941 Corinthians 2 x 1 Juventus
- 01/06/1941 Corinthians 7 x 0 Santos
- 08/06/1941 Corinthians 5 x 1 Comercial (SP)
- 22/06/1941 Palestra Itália 1 x 1 Corinthians
- 06/07/1941 Ypiranga 1 x 1 Corinthians
- 20/07/1941 Espanha 0 x 6 Corinthians
- 03/08/1941 Corinthians 4 x 1 SP Railway
- 10/08/1941 São Paulo 0 x 3 Corinthians
- 24/08/1941 Corinthians 2 x 0 Ypiranga
- 31/08/1941 Port. Santista 1 x 3 Corinthians
- 07/09/1941 Corinthians 2 x 1 Portuguesa
- 21/09/1941 Corinthians 2 x 2 Juventus
- 28/09/1941 Santos 2 x 3 Corinthians
- 04/10/1941 Comercial (SP) 0 x 6 Corinthians
- 12/10/1941 Corinthians 0 x 2 Palestra Itália

## Jogo do título[7]
| 28 de setembro de 1941 | Santos                     | 2–3   | Corinthians                             | Vila Belmiro, Santos, SP                                  |
| 16h00                  | Carabina 20' · Gradin 75'; | Ficha | Brandão 51' · Servílio 66' · Teleco 74' | Público: 17 766 (20 321 presentes) Árbitro: Jorge de Lima |

- Santos: Talladas; Neves, Gradin, Figueira, Elesbão, Inglês, Cláudio, Armandinho, Carabina, Antoninho e Rui. Técnico: Dario Letona
- Corinthians: Ciro; Agostinho, Chico Preto, Jango, Brandão; Dino, Tite, Servílio; Teleco, Joane e Carlinhos. Técnico: Armando Del Debbio

## Classificação final
| Classificação - Final | Classificação - Final  | Classificação - Final | Classificação - Final | Classificação - Final | Classificação - Final | Classificação - Final | Classificação - Final | Classificação - Final | Classificação - Final |
| Time | Time                   | PG                    | J                     | V                     | E                     | D                     | GP                    | GC                    | SG                    |
| --- | ---------------------- | --------------------- | --------------------- | --------------------- | --------------------- | --------------------- | --------------------- | --------------------- | --------------------- |
| 1 | Corinthians            | 35                    | 20                    | 16                    | 3                     | 1                     | 61                    | 17                    | 44                    |
| 2 | São Paulo              | 31                    | 20                    | 13                    | 5                     | 2                     | 55                    | 32                    | 23                    |
| 3 | Palestra Itália        | 30                    | 20                    | 12                    | 6                     | 2                     | 44                    | 19                    | 25                    |
| 4 | Portuguesa             | 20                    | 20                    | 7                     | 6                     | 7                     | 43                    | 46                    | -3                    |
| 4 | Santos                 | 20                    | 20                    | 8                     | 4                     | 8                     | 59                    | 60                    | -1                    |
| 6 | São Paulo Railway      | 18                    | 20                    | 7                     | 4                     | 9                     | 48                    | 53                    | -5                    |
| 6 | Hespanha               | 18                    | 20                    | 8                     | 2                     | 10                    | 48                    | 57                    | -9                    |
| 8 | Portuguesa Santista    | 15                    | 20                    | 4                     | 7                     | 9                     | 41                    | 43                    | -2                    |
| 9 | Ypiranga               | 14                    | 20                    | 5                     | 4                     | 11                    | 49                    | 52                    | -3                    |
| 9 | Juventus               | 14                    | 20                    | 5                     | 4                     | 11                    | 32                    | 49                    | -17                   |
| 11 | Comercial de São Paulo | 5                     | 20                    | 1                     | 3                     | 16                    | 27                    | 76                    | -52                   |
| PG - Pontos Ganhos; J - Jogos; V - Vitórias; E - Empates; D - Derrotas; GP - Gols Pró; GC - Gols Contra; SG - Saldo de Gols |                        |                       |                       |                       |                       |                       |                       |                       |                       |

|  |         |
|  | Campeão |

## Premiação
| Campeão Paulista de 1941 |
| ------------------------ |
| CORINTHIANS (12º título) |